# Bohdan (przedsiębiorstwo)

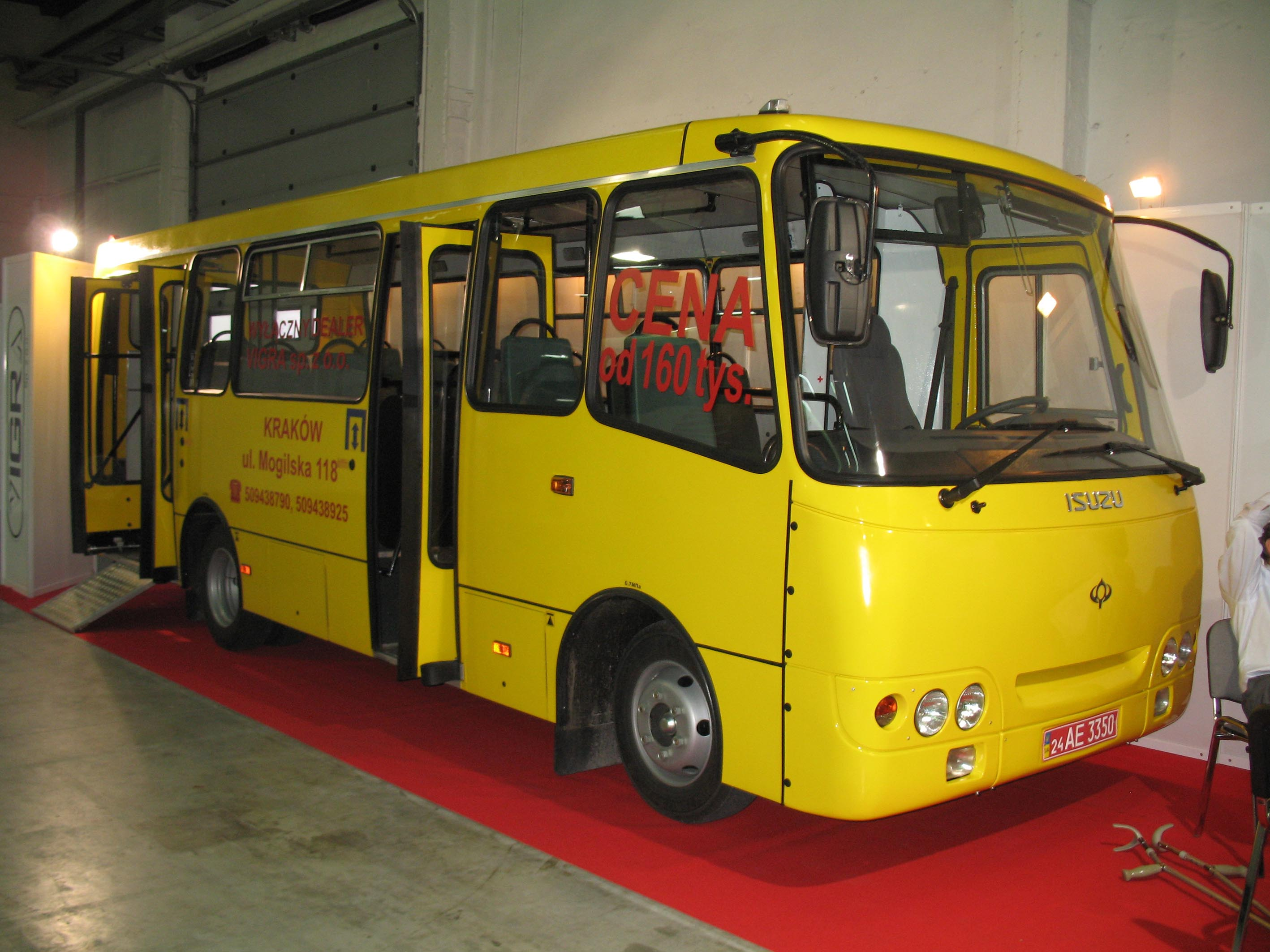
Bogdan A092

Korporacja „Bogdan” (ukr. Корпорація «Богдан», Korporacija „Bohdan”) – byłe ukraińskie przedsiębiorstwo działające w przemyśle motoryzacyjnym z siedzibą w Kijowie, znane głównie z produkcji autobusów. Modele A091 oraz A092 wyprodukowane były przy wsparciu japońskiego producenta Isuzu. Pojazdy produkowane były początkowo w mieście Czerkasy, produkcję przeniesiono do fabryki ŁuAZ w Łucku. Samochody są najczęściej wykorzystywane jako marszrutki.

## Kalendarium
1992 – Narodziny biznesu. Rozpoczęcie sprzedaży samochodów GAZ, Iż, Moskwicz, UAZ
1996 – Rozpoczęcie sprzedaży samochodów KIA na Ukrainie
1998 – Przejęcie Czerkaskiego Zakładu Naprawy Samochodów (później Czerkaski Autobus OJSC)
1999 – Podpisanie umowy na dystrybucję samochodów marki Hyundai na Ukrainie.
- – Wypuszczenie pierwszego autobusu małej klasy Bogdan.

2000 – Przejęcie Łuckiego Zakładu Samochodowego (LuAZ)
- – Rozpoczęcie produkcji samochodów osobowych z zestawów maszyn AwtoWAZ.

2003 – Rozpoczęcie eksportu autobusów „Bogdan”.
2004 – Podpisanie umowy generalnej z Isuzu Motors Limited (Japonia) na używanie marki Isuzu w autobusach produkcji ukraińskiej na rynki zagraniczne
2005 – Korporacja „Bohdan” została założona przez dobrowolne stowarzyszenie 20 podmiotów prawnych
2006 – Otwarcie pierwszego etapu produkcji autobusów w Łucku
- – Bogdan Corporation (Ukraina), Isuzu Motors Limited (Japonia) i Sojitz Corporation(Japonia) podpisały trójstronną umowę o utworzeniu spółki joint venture

2007 – Eksport autobusów do krajów WNP i Bliskiego Zagranicy to już 50% wielkości produkcji
- – Rozpoczęcie produkcji autobusów klasy turystycznej „Bohdan”.

2008 – Rozpoczęcie seryjnej produkcji nowoczesnych trolejbusów niskopodłogowych (Łuck, Ukraina)
- – Otwarcie najnowocześniejszej fabryki samochodów na Ukrainie o wydajności 120-150 tysięcy samochodów rocznie (Czerkasy, Ukraina)

- – Położono podwaliny pod rozwój produkcji samochodów ciężarowych na pełną skalę. Otwarcie nowej fabryki do produkcji sprzętu cargo i handlowego (Czerkasy, Ukraina)

2009 – Zakończono kapitalizację LuAZ. Wszystkie aktywa produkcyjne były częścią jednego przedsiębiorstwa – OJSC „LuAZ”
- – Zmieniono nazwę Łuckiej Fabryki Samochodów. Od teraz zakłady produkcyjne koncernu noszą nazwę Publiczna Spółka Akcyjna „Bohdan Motors Automobile Company”

- – Rozpoczęcie produkcji samodzielnie opracowanego lekkiego samochodu dostawczego Bogdan 2310(inne języki) na bazie Łady 2110

2012 – Zaprezentowano pierwszy ukraiński autobus hybrydowy Bogdan A70522.
2018 – Prezentacja nowego wielofunkcyjnego SUV-a Bogdan 2351.

## Upadłość
W dniu 6 lipca 2021 roku Sąd Gospodarczy Obwodu Dniepropietrowskiego ogłosił upadłość prywatnej spółki akcyjnej „Przedsiębiorstwo Samochodowe „Bohdan Motors”, wchodzącej w skład koncernu „Bohdan Motors”. Sąd otworzył postępowanie likwidacyjne. zadłużenie wobec wierzycieli, w tym przedsiębiorstw powiązanych, wyniosło 6,7 mld hrywien.